# Torneo femenino de hockey en los Juegos Olímpicos de la Juventud Nankín 2014
El hockey femenino fue una disciplina que se realizó en los Juegos Olímpicos de la Juventud de Nankín 2014 entre el 17 y el 26 de agosto de 2014. El torneo contó con la participación de 10 equipos. Las jugadoras participantes debían haber nacido entre el 1 de enero de 1996 y el 31 de diciembre de 1999.

## Resultados

### Primera ronda

#### Grupo A
| Equipo       | PJ | G | E | P | GF | GC | DIF | Pts |
| ------------ | -- | - | - | - | -- | -- | --- | --- |
| Países Bajos | 4  | 4 | 0 | 0 | 29 | 3  | +26 | 12  |
| Japón        | 4  | 2 | 1 | 1 | 42 | 16 | +26 | 7   |
| Argentina    | 4  | 2 | 1 | 1 | 34 | 9  | +25 | 7   |
| Sudáfrica    | 4  | 1 | 0 | 3 | 8  | 34 | -26 | 3   |
| Fiyi         | 4  | 0 | 0 | 4 | 3  | 73 | -70 | 0   |

| Fecha        | Hora¹ | Partidos     | Partidos | Partidos     |
| ------------ | ----- | ------------ | -------- | ------------ |
| 17 de agosto | 16:30 | Argentina    | 22-0     | Fiyi         |
| 17 de agosto | 20:30 | Japón        | 12-0     | Sudáfrica    |
| 18 de agosto | 16:00 | Países Bajos | 17-0     | Fiyi         |
| 18 de agosto | 19:00 | Argentina    | 9-0      | Sudáfrica    |
| 19 de agosto | 16:30 | Japón        | 1-12     | Países Bajos |
| 19 de agosto | 19:30 | Sudáfrica    | 8-2      | Fiyi         |
| 20 de agosto | 16:00 | Argentina    | 0-6      | Países Bajos |
| 20 de agosto | 18:00 | Fiyi         | 1-26     | Japón        |
| 21 de agosto | 18:00 | Países Bajos | 11-0     | Sudáfrica    |
| 21 de agosto | 21:00 | Japón        | 3-3      | Argentina    |

#### Grupo B
| Equipo        | PJ | G | E | P | GF | GC | DIF | Pts |
| ------------- | -- | - | - | - | -- | -- | --- | --- |
| China         | 4  | 4 | 0 | 0 | 29 | 3  | +26 | 12  |
| Uruguay       | 4  | 3 | 0 | 1 | 19 | 8  | +11 | 9   |
| Nueva Zelanda | 4  | 2 | 0 | 2 | 20 | 20 | 0   | 6   |
| Alemania      | 4  | 1 | 0 | 3 | 8  | 23 | -15 | 3   |
| Zambia        | 4  | 0 | 0 | 4 | 8  | 30 | -22 | 0   |

| Fecha        | Hora¹ | Partidos      | Partidos | Partidos      |
| ------------ | ----- | ------------- | -------- | ------------- |
| 17 de agosto | 17:30 | China         | 8-0      | Zambia        |
| 17 de agosto | 19:30 | Alemania      | 2-6      | Uruguay       |
| 18 de agosto | 18:00 | Nueva Zelanda | 10-5     | Zambia        |
| 18 de agosto | 20:30 | China         | 2-0      | Uruguay       |
| 19 de agosto | 17:30 | Alemania      | 1-4      | Nueva Zelanda |
| 19 de agosto | 20:30 | Uruguay       | 7-1      | Zambia        |
| 20 de agosto | 19:00 | China         | 8-3      | Nueva Zelanda |
| 20 de agosto | 21:00 | Zambia        | 2-5      | Alemania      |
| 21 de agosto | 17:30 | Nueva Zelanda | 3-6      | Uruguay       |
| 21 de agosto | 20:30 | Alemania      | 0-11     | China         |

### Segunda ronda
|  | Cuartos de final     | Cuartos de final     |                      |       | Semifinales            | Semifinales            |  |  | Final                | Final |
|  |                      |                      |                      |       |                        |                        |  |  |                      |       |
|  | 23 de agosto de 2014 |                      |                      |       |                        |                        |  |  |                      |       |
|  |                      |                      |                      |       |                        |                        |  |  |                      |       |
|  | Países Bajos         | 8                    |                      |       |                        |                        |  |  |                      |       |
|  | Países Bajos         | 8                    | 24 de agosto de 2014 |       |                        |                        |  |  |                      |       |
|  | Alemania             | 1                    |                      |       |                        |                        |  |  |                      |       |
|  | Alemania             | 1                    | Países Bajos         | 4     |                        |                        |  |  |                      |       |
|  | 23 de agosto de 2014 |                      | Países Bajos         | 4     |                        |                        |  |  |                      |       |
|  |                      | Argentina            | 2                    |       |                        |                        |  |  |                      |       |
|  | Uruguay              | Argentina            | 2                    | 0     |                        |                        |  |  |                      |       |
|  | Uruguay              |                      | 26 de agosto de 2014 | 0     |                        |                        |  |  |                      |       |
|  | Argentina            | 9                    |                      |       |                        |                        |  |  |                      |       |
|  | Argentina            | 9                    | Países Bajos         | 5(2)  |                        |                        |  |  |                      |       |
|  | 23 de agosto de 2014 |                      | Países Bajos         | 5(2)  |                        |                        |  |  |                      |       |
|  |                      | China                | 5(3)                 |       |                        |                        |  |  |                      |       |
|  | China                | China                | 5(3)                 | 7     |                        |                        |  |  |                      |       |
|  | China                | 24 de agosto de 2014 |                      | 7     |                        |                        |  |  |                      |       |
|  | Sudáfrica            | 1                    |                      |       |                        |                        |  |  |                      |       |
|  | Sudáfrica            | 1                    | China                | 4     | Tercer y cuarto puesto | Tercer y cuarto puesto |  |  |                      |       |
|  | 23 de agosto de 2014 |                      | China                | 4     | Tercer y cuarto puesto | Tercer y cuarto puesto |  |  |                      |       |
|  |                      | Japón                | 3                    |       |                        |                        |  |  |                      |       |
|  | Japón                | Japón                | 3                    | 7     | Argentina              | 5                      |  |  |                      |       |
|  | Japón                |                      |                      | 7     | Argentina              | 5                      |  |  |                      |       |
|  | Nueva Zelanda        | 1                    |                      | Japón | 2                      |                        |  |  |                      |       |
|  | Nueva Zelanda        | 1                    |                      |       | 2                      |                        |  |  |                      |       |
|  |                      |                      |                      |       |                        |                        |  |  | 26 de agosto de 2014 |       |
|  |                      |                      |                      |       |                        |                        |  |  |                      |       |

|  | Perdedores de cuartos | Perdedores de cuartos |   |                      | 5º puesto            | 5º puesto |  |
|  |                       |                       |   |                      |                      |           |  |
|  |                       |                       |   |                      |                      |           |  |
|  | 24 de agosto de 2014  |                       |   |                      |                      |           |  |
|  | Alemania              | 0                     |   |                      |                      |           |  |
|  | Uruguay               | 2                     |   |                      |                      |           |  |
|  |                       |                       |   |                      |                      |           |  |
|  |                       |                       |   |                      | 26 de agosto de 2014 |           |  |
|  |                       |                       |   |                      | Uruguay              | 4         |  |
|  |                       | Nueva Zelanda         | 5 |                      |                      |           |  |
|  |                       |                       |   |                      |                      |           |  |
|  |                       |                       |   |                      |                      |           |  |
|  |                       |                       |   |                      | 7º puesto            |           |  |
|  | 24 de agosto de 2014  | 24 de agosto de 2014  |   | 26 de agosto de 2014 | 26 de agosto de 2014 |           |  |
|  | Sudáfrica             | 3                     |   | Alemania             | 6                    |           |  |
|  | Nueva Zelanda         | 4                     |   |                      | Sudáfrica            | 1         |  |

#### Cuartos de final
| Fecha        | Hora¹ | Partidos     | Partidos | Partidos      |
| ------------ | ----- | ------------ | -------- | ------------- |
| 23 de agosto | 16:00 | Países Bajos | 8-1      | Alemania      |
| 23 de agosto | 16:30 | Uruguay      | 0-9      | Argentina     |
| 23 de agosto | 17:30 | Japón        | 7-1      | Nueva Zelanda |
| 23 de agosto | 18:00 | China        | 7-1      | Sudáfrica     |

#### Partido por el noveno puesto
| Fecha        | Hora¹ | Partidos | Partidos | Partidos |
| ------------ | ----- | -------- | -------- | -------- |
| 24 de agosto | 16:00 | Fiyi     | 1-6      | Zambia   |

#### Reclasificación del 5° al 8° puesto
| Fecha        | Hora¹ | Partidos      | Partidos | Partidos  |
| ------------ | ----- | ------------- | -------- | --------- |
| 24 de agosto | 16:30 | Alemania      | 0-2      | Uruguay   |
| 24 de agosto | 17:00 | Nueva Zelanda | 4-3      | Sudáfrica |

##### Partido por el séptimo puesto
| Fecha        | Hora¹ | Partidos | Partidos | Partidos  |
| ------------ | ----- | -------- | -------- | --------- |
| 26 de agosto | 16:00 | Alemania | 6-1      | Sudáfrica |

##### Partido por el quinto puesto
| Fecha        | Hora¹ | Partidos | Partidos | Partidos      |
| ------------ | ----- | -------- | -------- | ------------- |
| 26 de agosto | 17:30 | Uruguay  | 4-5      | Nueva Zelanda |

#### Clasificación del 1° al 4° puesto

##### Semifinales
| Fecha        | Hora¹ | Partidos     | Partidos | Partidos  |
| ------------ | ----- | ------------ | -------- | --------- |
| 24 de agosto | 18:00 | Países Bajos | 4-2      | Argentina |
| 24 de agosto | 19:30 | Japón        | 3-4      | China     |

##### Partido por el tercer puesto
| Fecha        | Hora¹ | Partidos  | Partidos | Partidos |
| ------------ | ----- | --------- | -------- | -------- |
| 26 de agosto | 19:00 | Argentina | 5-2      | Japón    |

##### Partido por el primer puesto
| Fecha        | Hora¹ | Partidos     | Partidos  | Partidos |
| ------------ | ----- | ------------ | --------- | -------- |
| 26 de agosto | 20:30 | Países Bajos | 5(2)-5(3) | China    |

## Posiciones finales

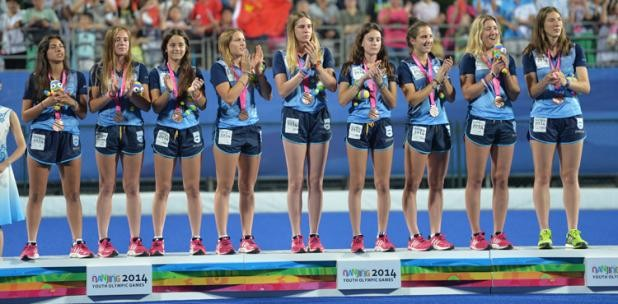
La selección argentina recibe la medalla de bronce en la ceremonia de premiación.

| 1 . China         |
| 2 . Países Bajos  |
| 3 . Argentina     |
| 4 . Japón         |
| 5 . Nueva Zelanda |
| 6 . Uruguay       |
| 7 . Alemania      |
| 8 . Sudáfrica     |
| 9 . Zambia        |
| 10 . Fiyi         |